# فورست لیکس، استیتس، آریزونا
فورست لیکس (به انگلیسی: Forest Lakes Estates) یک منطقهٔ مسکونی در ایالات متحده آمریکا است که در شهرستان کاکانینو، آریزونا واقع شده‌است. فورست لیکس ۲۰۷ نفر جمعیت دارد و ۲٬۳۰۵ متر بالاتر از سطح دریا واقع شده‌است.